# Terhaegen
Terhaegen, in het Nederlands ook gespeld als Terhagen, is een gehucht in de deelgemeente Sippenaeken van de gemeente Plombières in het noordoosten van de Belgische provincie Luik.

## Geschiedenis
Tot de opheffing van het Hertogdom Limburg hoorde Terhaegen tot de Limburgse hoogbank Montzen. Net als de rest van het hertogdom werd Terhaegen bij de annexatie van de Zuidelijke Nederlanden door de Franse Republiek in 1795 opgenomen in het toen gevormde departement Ourthe.